# 8964 Corax
8964 Corax è un asteroide della fascia principale. Scoperto nel 1960, presenta un'orbita caratterizzata da un semiasse maggiore pari a 2,1925380 UA e da un'eccentricità di 0,1046278, inclinata di 4,33781° rispetto all'eclittica.